# 1904 en architecture
| Années de l'architecture : 1901 - 1902 - 1903 - 1904 - 1905 - 1906 - 1907    |
| Décennies de l'architecture : 1870 - 1880 - 1890 - 1900 - 1910 - 1920 - 1930 |

Cet article présente les faits marquants de l'année 1904 en architecture.

## Réalisations
- 1er octobre : début de la construction à Mexico, sur le site occupé autrefois par le couvent Santa Isabel, du Palacio de Bellas Artes (Palais des Beaux-Arts), par l'architecte italien Adamo Boari, dans le but d'offrir au pays un Théâtre national[1].

- Lucien Weissenburger construit la maison Bergeret à Nancy, avec les décors intérieurs peints par Victor Prouvé, des fers forgés de Louis Majorelle, des vitraux de Jacques Grüber et Eugène Vallin comme ébéniste.
- Émile André se construit la villa des Roches dans le parc de Saurupt à Nancy.
- Frank Lloyd Wright construit le bâtiment administratif Larkin pour la firme Larkin Soap à Buffalo.
- Carlos Nordmann construit le Torreón del Monje à Mar del Plata en Argentine.

## Récompenses
- Royal Gold Medal : Auguste Choisy.

## Naissances
- 18 avril : Giuseppe Terragni († 19 juillet 1943).
- 8 juin : Bruce Goff († 1982).
- 27 août : Alar Kotli, architecte estonien  († 4 octobre 1963)
- 29 septembre : Egon Eiermann, architectes allemand († 1970).

## Décès
- 4 octobre : Frédéric Bartholdi (° 1834).